# فرودگاه پورت منیر
 فرودگاه پورت منیر (به انگلیسی: Port-Menier Airport) یک فرودگاه همگانی باربری با کد یاتا YPN است که یک باند فرود آسفالت دارد و طول باند آن ۱۴۸۹ متر است. این فرودگاه در کشور کانادا قرار دارد و در ارتفاع ۵۱ متری از سطح دریا واقع شده است.